# سازمان فضایی بریتانیا
سازمان فضایی بریتانیا یا سازمان فضایی پادشاهی متحد (به انگلیسی: UK Space Agency) سازمان فضایی کشور بریتانیا و عهده‌دار و مجری برنامه‌های فضایی غیرنظامی این کشور است.
سازمان فضایی پادشاهی متحد در یکم آوریل ۲۰۱۰ به عنوان جانشینی برای مرکز ملی فضایی بریتانیا بنیان گذارده شد. این سازمان مسئول سیاست‌گذاری و استفاده از بودجه فضایی کشور، و مسئول نمایندگی بریتانیا در تمامی پروژه‌ها و همکاری‌های فضایی است. با تأسیس این سازمان، تمامی فعالیت‌های نامتمرکز فضایی بریتانیا زیر چتر یک سازمان مشخص قرار گرفتند.

## بنیان و اهداف سازمان
خبر بنیانگذاری سازمان فضایی بریتانیا توسط لرد مندلسون وزیر کشور، لرد درایسون وزیر علوم بریتانیا و تیموثی پیک فضانورد بریتانیایی در روز ۲۳ مارس ۲۰۱۰ در لندن اعلام شد. بیش از ۲۳۰ میلیون پوند از بودجه پژوهش و عملیات فضایی از نهادهای مختلف جمع‌آوری و به این سازمان نوپا تخصیص داده شد.
پیش از تأسیس سازمان فضایی بریتانیا، درآمد صنایع و فناوری فضایی در کشور بریتانیا برابر ۶ میلیارد پوند بود و حدود ۶۵٬۰۰۰ نفر در صنایع مربوطه به کار مشغول بودند. بر اساس برنامه بیست ساله سازمان فضایی پادشاهی متحد، درآمد صنعت فضایی و تعداد افراد شاغل در این صنعت به ترتیب به ۴۰ میلیارد پوند و ۱۰۰٬۰۰۰ نفر افزایش خواهد یافت.

## مرکز نوآوری فضایی بین‌المللی
همزمان با شکل‌گیری سازمان فضایی پادشاهی متحد، دولت بریتانیا اعلام کرد که ۴۰ میلیون پوند به تأسیس مرکز جدیدی برای پژوهش‌ها و فعالیت‌های فضایی با نام مرکز نوآوری فضایی بین‌المللی در آکسفوردشایر انگلستان اختصاص داده است.